# Jaramillo (Santa Cruz)

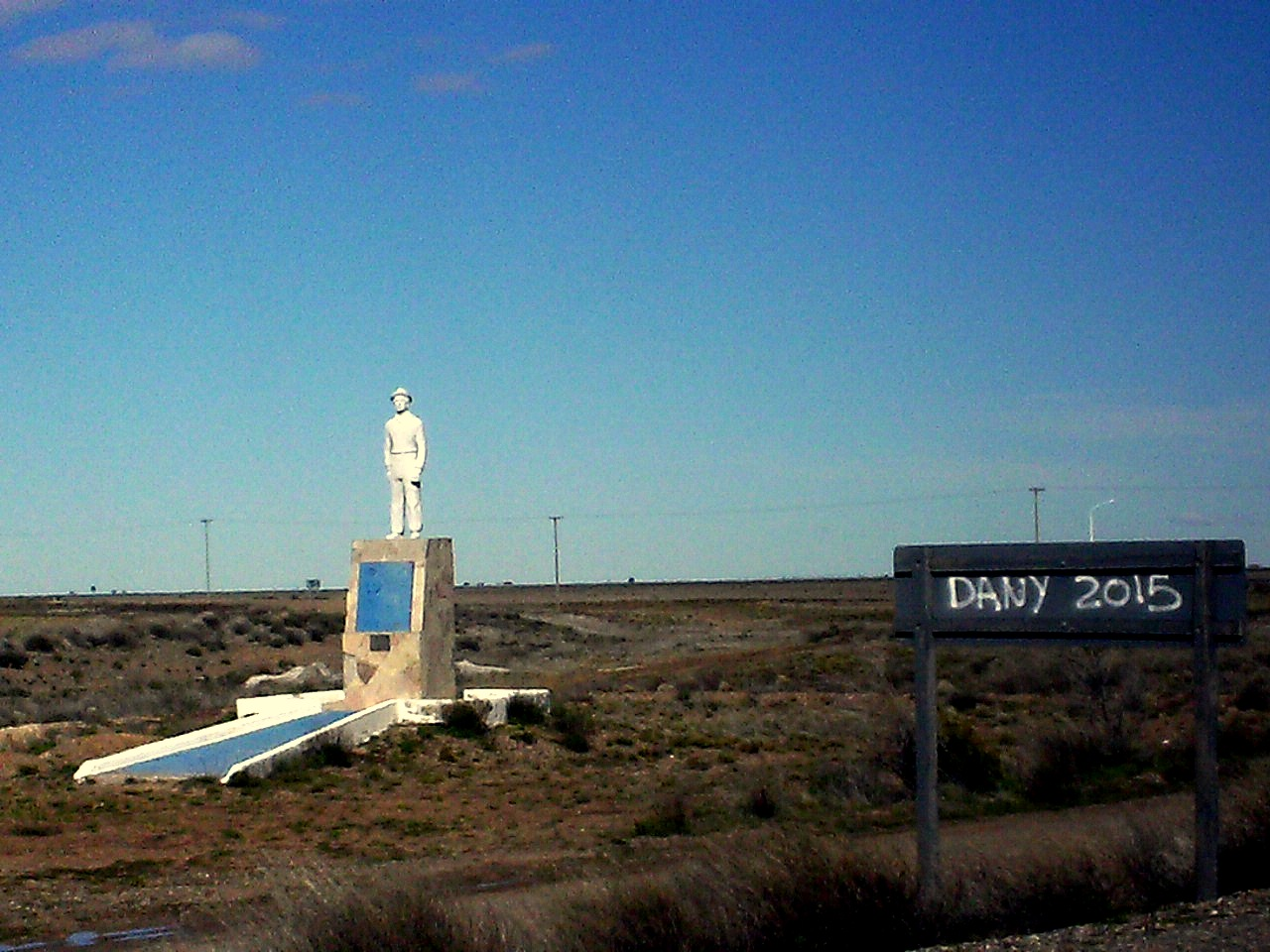
Vista del monumento a Facón Grande en la entrada al pueblo.

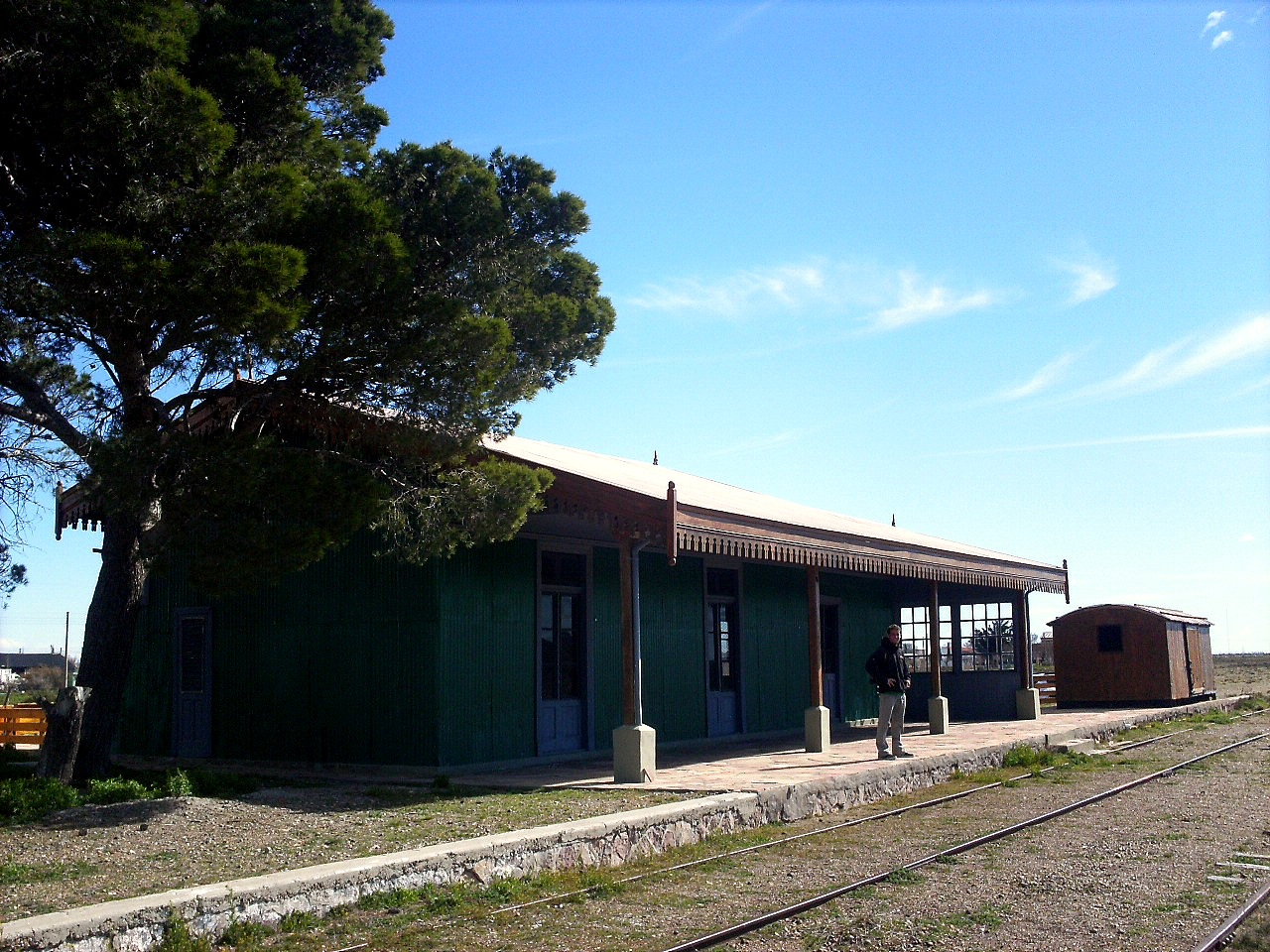
La estación Jaramillo restaurada, junto a ella un antiguo vagón usado como depósito

Jaramillo es una localidad del departamento Deseado en la provincia de Santa Cruz en la República Argentina. Su comienzo fue mediante un decreto presidencial en el año 1921 junto a varias localidades y en la actualidad, su comisión de fomento es compartida con la localidad de Fitz Roy.

## Toponimia
Jaramillo es una localidad ubicada en Departamento Deseado al noreste de la provincia de Santa Cruz, que nació mediante el decreto presidencial de 1921 y fue nombrada en homenaje a los primeros pobladores rurales de la zona: Martín y Fermín Jaramillo. Otras versiones aseguran que el nombre fue dado en homenaje a Gregorio Jaramillo, sargento del ejército del general Belgrano, que se distinguió por hecho heroico en el combate de Culpina, el 31 de enero de 1816. En sus orígenes fue una de las estaciones del Ferrocarril Patagónico (1914), como parte del ramal que iba de Puerto Deseado a Las Heras y cuya traza iba a terminar en el Lago Nahuel Huapi.

## Población
Contó con 420 habitantes (Indec, 2010), de los cuales el 155 mujeres y 265 hombres; lo que representó un incremento del 94,4% frente a los 216 habitantes (Indec, 2001) del censo anterior. 
Para el censo 2022 la población se combinó con la de Fitz Roy por compartir cercanía y comisión de fomento y arrojó 807 habitantes. Además, se registraron 323 viviendas.El censo registró una población individual de 383 habitantes que se repartieron entre 214 hombres y 169 mujeres. Sin embargo, las cifras obtenidas fueron estimativas solo teniendo en cuenta a la población en viviendas particulares; es decir, excluyendo del dato a la población institucional y las personas sin hogar. Gracias a este censo también fue posible conocer su densidad, tamaño urbano y que por primera vez Fitz Roy la superó en población.
| Gráfica de evolución demográfica de Jaramillo entre 1920 y 2022              |
|                                                                              |
| Fuente: Censo de Territorios Nacionales (1920) y censos nacionales del INDEC |

## Historia
Su origen se produce como estación del Ferrocarril Patagónico como parte del ramal que iba de Puerto Deseado a Las Heras, inaugurado en el año 1914 y que originalmente estaba planeado para terminar en el Nahuel Huapi. La localidad prosperó mientras el tren existía, hasta su cierre en 1978, cuando se fue despoblando hasta volverse un caserío. También, luego del cierre, el poblado funcionó como un centro tradicional para gauchos y (hasta la década de 1980) siguió funcionando su estafeta postal.

### "La Patagonia Rebelde"
Poco tiempo después de fundada la localidad fue el lugar donde fue ejecutado Facón Grande un líder de las huelgas rurales en la Patagonia en 1921.

#### 10.º de Caballería delEjército Argentino
Al mando del Capitán Viñas, Policía Nacional, y comandancia del Tte. coronel Héctor Varela, se aplicaron ejecuciones sin sumario, asesinatos a fusil y tiro de revólver, de obreros en huelga, entre noviembre y diciembre de 1921; quemándose cadáveres, y sepultando en fosas comunes NN e inidentificables, a 1000 sujetos. A los sobrevivientes se les quemaron su documentación, y se les apropiaron sus objetos personales.
En el cine, se la menciona en la película "Días de Pesca" estrenada en 2012.[cita requerida]

## Geografía
Se ubica a 189 m s. n. m. en plena meseta patagónica, sobre la Ruta Nacional 281.

### Clima

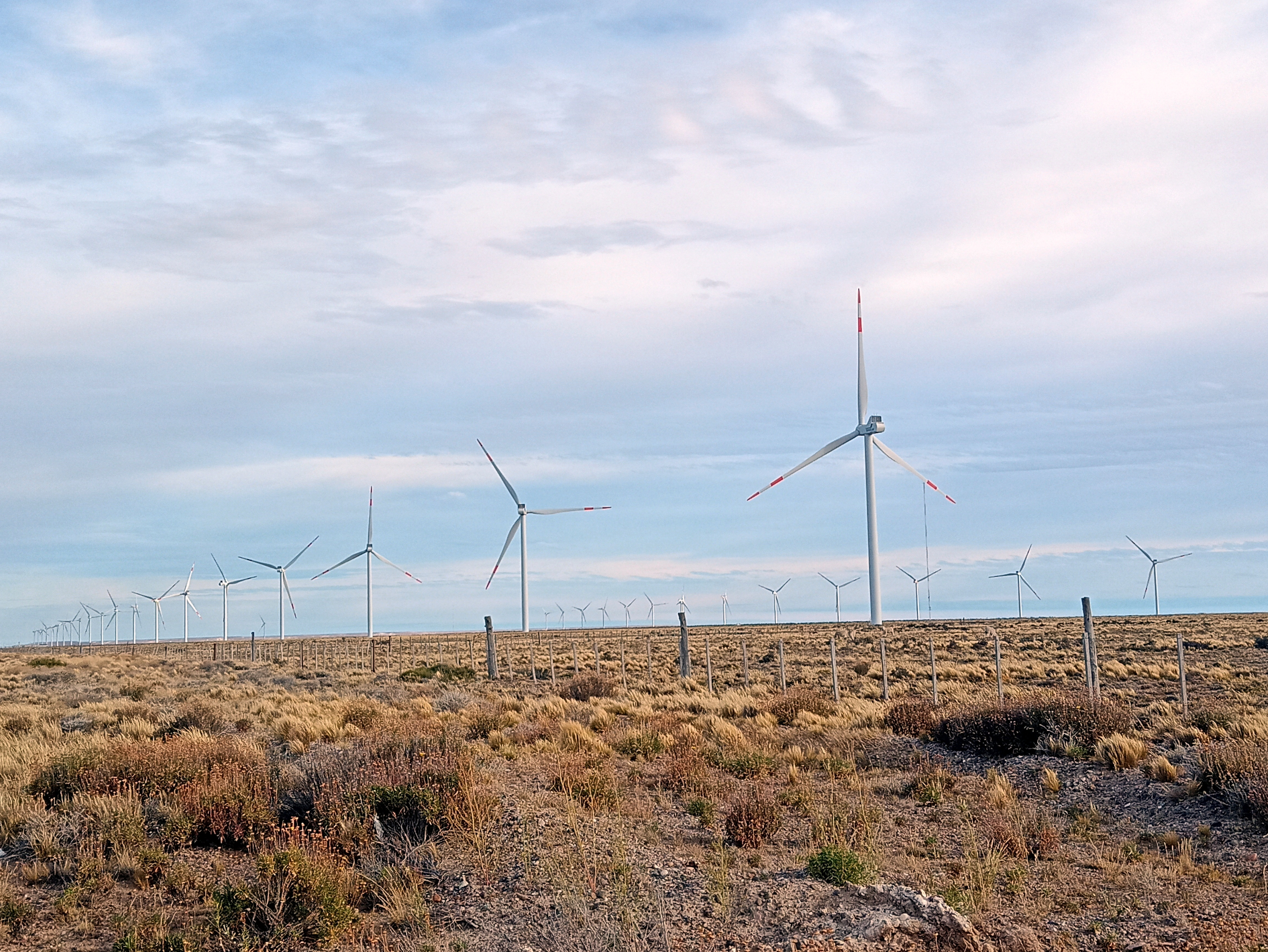
El extenso parque eólico Bicentenario instalado en inmediaciones de Jaramillo.

Su clima es riguroso y frío. La temperatura media anual es de 6 °C, con máxima absoluta de 28 °C y mínima absoluta -25 °C.